# Athlétisme aux Jeux de la Francophonie de 1989
 (avril 2025).
Si vous disposez d'ouvrages ou d'articles de référence ou si vous connaissez des sites web de qualité traitant du thème abordé ici, merci de compléter l'article en donnant les références utiles à sa vérifiabilité et en les liant à la section « Notes et références ».
Navigation
Les épreuves d'athlétisme aux Jeux de la Francophonie 1989 se sont déroulées du 12 au 17 juillet 1989 à Casablanca au Maroc.

## Podiums

### Hommes
| 100 m (+ 1,9 m/s) | Daniel Sangouma 10 s 17                                                             | Bruno Marie-Rose 10 s 18                                                               | Max Morinière 10 s 29                                                     |
| 200 m (+ 1,1 m/s) | Daniel Sangouma 20 s 20                                                             | Bruno Marie-Rose 20 s 58                                                               | Jean-Charles Trouabal 20 s 71                                             |
| 400 m | Gabriel Tiacoh 44 s 93                                                              | Anton Skerritt 46 s 10                                                                 | Hachim Ndiaye 46 s 28                                                     |
| 800 m | Moussa Fall 1 min 46 s 78                                                           | Faouzi Lahbi 1 min 47 s 08                                                             | Babacar Niang 1 min 47 s 18                                               |
| 1 500 m | Hassan Ouhrouch 3 min 40 s 25                                                       | Éric Dubus 3 min 40 s 54                                                               | Mustapha Lachaal 3 min 40 s 58                                            |
| 5 000 m | Saïd Aouita 13 min 36 s 19                                                          | Khalid Skah 13 min 39 s 01                                                             | Mohamed Issangar 13 min 47 s 89                                           |
| 10 000 m | Brahim Boutayeb 28 min 53 s 11                                                      | Hammou Boutayeb 28 min 55 s 61                                                         | Jean-Louis Prianon 29 min 20 s 00                                         |
| 110 m haies (+ 0,7 m/s) | Philippe Aubert 13 s 84                                                             | Vincent Clarico 13 s 96                                                                | Judex Lefou 14 s 06                                                       |
| 400 m haies | Amadou Dia Bâ 49 s 47                                                               | Philippe Gonigam 49 s 89                                                               | John Graham 50 s 12                                                       |
| 3 000 m steeple | Graeme Fell 8 min 27 s 91                                                           | Bruno Le Stum 8 min 29 s 82                                                            | Joseph Mahmoud 8 min 30 s 60                                              |
| 4 × 100 m | France Max Morinière Daniel Sangouma Jean-Charles Trouabal Bruno Marie-Rose 38 s 75 | Canada Everton Anderson Mike Dwyer Anton Skerritt Bryan Morrison 40 s 07               | Côte d'Ivoire 40 s 31                                                     |
| 4 × 400 m | Sénégal Ibou Faye Babacar Niang Moussa Fall Hachim Ndiaye 3 min 04 s 69             | France Emmanuel Esdras Pascal Maran Jacques Farraudière Philippe Gonigam 3 min 06 s 24 | Canada Brian Dicker John Graham Ian Newhouse Anton Skerritt 3 min 06 s 93 |
| Marathon | Youssouf Doukal 2 h 19 min 18 s                                                     | Abdi Doudoub 2 h 23 min 10 s                                                           | Mohamed Abdi 2 h 25 min 54 s                                              |
| 20 km marche | Guillaume Leblanc 1 h 27 min 27 s                                                   | Jean-Claude Corre 1 h 28 min 39 s                                                      | Thierry Toutain 1 h 35 min 08 s                                           |
| Saut en hauteur | Jean-Charles Gicquel 2,22 m                                                         | Joël Vincent 2,19 m                                                                    | Dominique Hernandez 2,19 m                                                |
| Saut en longueur | Edrick Floreal 7,84 m                                                               | Glenroy Gilbert 7,79 m                                                                 | Norbert Brige 7,75 m                                                      |
| Saut à la perche | Ferenc Salbert 5,65 m                                                               | Jean-Marc Tailhardat 5,50 m                                                            | Philippe d'Encausse 5,35 m                                                |
| Triple saut | Toussaint Rabenala 16,97 m                                                          | Pierre Camara 16,87 m                                                                  | Edrick Floreal 16,69 m                                                    |
| Lancer du poids | Luc Viudès 19,11 m                                                                  | Patrick Journoud 17,64 m                                                               | Lorne Hilton 17,55 m                                                      |
| Lancer du disque | Patrick Journoud 58,76 m                                                            | Ray Lazdins 56,14 m                                                                    | Sándor Katona 52,36 m                                                     |
| Lancer du marteau | Raphaël Piolanti 73,16 m                                                            | Walter Ciofani 72,18 m                                                                 | Frédéric Kuhn 72,12 m                                                     |
| Lancer du javelot | Jean-Paul Lakafia 73,38 m                                                           | Pascal Lefevre 72,80 m                                                                 | Alain Storaci 70,04 m                                                     |
| Décathlon | Mike Smith 8 160 pts                                                                | Abdennacer Moumen 7 345 pts                                                            | Richard Hesketh 7 312 pts                                                 |
| Records et Performances - AR : Record continental (area record) - CR : Record des championnats (championship record) - MR : Record du meeting (meet record) - NR : Record national (national record) - OR : Record olympique (olympic record) - PR : Record paralympique (paralympic record) - PB : Record personnel (personal best) - SB : Meilleure performance personnelle de la saison (season's best) - WL : Meilleure performance mondiale de l'année (world leader) - WJR : Record du monde junior (world junior record) - WR : Record du monde (world record) Circonstances et Conditions - DNF : N'a pas terminé (did not finish) - DNS : N'a pas pris le départ (did not start) - DQ : Disqualification (disqualification) - NM : Aucun essai valable enregistré (No Mark) - Q : Qualifié « directement » au prochain tour (ou à la prochaine compétition), lors d'une compétition majeure, grâce au classement ou à la réalisation des minima (automatic qualifier) - q : Qualifié au prochain tour (ou à la prochaine compétition), lors d'une compétition majeure, grâce au repêchage ou à la réalisation de l'une des meilleures performances parmi celles des « non qualifiés directement » (grâce au meilleur temps ou à la meilleure distance par exemple) (secondary qualifier) |                                                                                     |                                                                                        |                                                                           |

### Femmes
| 100 m (+ 1,9 m/s) | Laurence Bily 11 s 14 (NR)                                                                | Patricia Girard 11 s 25                                                       | Lalao Ravaonirina 11 s 35                                                                |
| 200 m (+ 0,9 m/s) | Marie-José Pérec 22 s 60                                                                  | Lalao Ravaonirina 23 s 26                                                     | Odile Singa 23 s 47                                                                      |
| 400 m | Jillian Richardson 51 s 79                                                                | Charmaine Crooks 52 s 02                                                      | Néné Tandian 52 s 08                                                                     |
| 800 m | Brit Lind-Petersen 2 min 05 s 03                                                          | Renée Bélanger 2 min 05 s 24                                                  | Fatima Maama 2 min 05 s 41                                                               |
| 1 500 m | Fatima Aouam 4 min 11 s 15                                                                | Robyn Meagher 4 min 13 s 71                                                   | Paula Schnurr 4 min 16 s 12                                                              |
| 3 000 m | Fatima Aouam 9 min 06 s 70                                                                | Marcianne Mukamurenzi 9 min 10 s 71                                           | Alison Wiley 9 min 10 s 76                                                               |
| 10 000 m | Marcianne Mukamurenzi 34 min 18 s 84                                                      | Hassania Darami 34 min 20 s 75                                                | Odile Ohier 34 min 31 s 72                                                               |
| 100 m haies (+ 0,4 m/s) | Monique Éwanjé-Épée 12 s 92                                                               | Anne Piquereau 12 s 99                                                        | Christine Hurtlin 13 s 24                                                                |
| 400 m haies | Hélène Huart 56 s 92                                                                      | Corinne Pierre-Joseph 57 s 10                                                 | Marie Womplou 57 s 78                                                                    |
| 4 × 100 m | France Laurence Bily Patricia Girard Françoise Leroux Marie-Christine Dubois 43 s 38      | Canada Faye Roberts Esmie Lawrence France Gareau Jillian Richardson 45 s 04   | Belgique 45 s 24                                                                         |
| 4 × 400 m | France Ketty Régent-Talbot Évelyne Élien Corinne Pierre-Joseph Hélène Huart 3 min 31 s 89 | Canada Rosey Edeh France Gareau Jeanette Woods Charmaine Crooks 3 min 32 s 96 | Côte d'Ivoire Alimata Koné Louise Koré Marie Womplou Célestine N'Drin 3 min 37 s 58 (NR) |
| Marathon | Rakiya Maraoui 2 h 47 min 01 s                                                            | Cindy New 2 h 47 min 38 s                                                     | Maryse Justin 2 h 54 min 50 s                                                            |
| Saut en hauteur | Maryse Éwanjé-Épée 1,88 m                                                                 | Linda Cameron 1,86 m                                                          | Leslie Estwick 1,81 m                                                                    |
| Saut en longueur | Florence Colle 6,56 m                                                                     | Géraldine Bonnin 6,25 m                                                       | Françoise Cochard 6,23 m                                                                 |
| Lancer du poids | Léone Bertimon 15,70 m                                                                    | Martine Jean-Michel 15,42 m                                                   | Brigitte De Leeuw 15,18 m                                                                |
| Lancer du disque | Agnès Teppe 54,94 m                                                                       | Catherine Beauvais 52,40 m                                                    | Hanan Ahmed Khaled 50,60 m                                                               |
| Lancer du javelot | Lori LaRowe 55,14 m                                                                       | Christine Gravier 53,12 m                                                     | Faye Roblin 51,82 m                                                                      |
| Heptathlon | Donna Smellie 5 622 pts                                                                   | Catherine Bond 5 588 pts                                                      | Hélène Bossé 5 448 pts                                                                   |
| Records et Performances - AR : Record continental (area record) - CR : Record des championnats (championship record) - MR : Record du meeting (meet record) - NR : Record national (national record) - OR : Record olympique (olympic record) - PR : Record paralympique (paralympic record) - PB : Record personnel (personal best) - SB : Meilleure performance personnelle de la saison (season's best) - WL : Meilleure performance mondiale de l'année (world leader) - WJR : Record du monde junior (world junior record) - WR : Record du monde (world record) Circonstances et Conditions - DNF : N'a pas terminé (did not finish) - DNS : N'a pas pris le départ (did not start) - DQ : Disqualification (disqualification) - NM : Aucun essai valable enregistré (No Mark) - Q : Qualifié « directement » au prochain tour (ou à la prochaine compétition), lors d'une compétition majeure, grâce au classement ou à la réalisation des minima (automatic qualifier) - q : Qualifié au prochain tour (ou à la prochaine compétition), lors d'une compétition majeure, grâce au repêchage ou à la réalisation de l'une des meilleures performances parmi celles des « non qualifiés directement » (grâce au meilleur temps ou à la meilleure distance par exemple) (secondary qualifier) |                                                                                           |                                                                               |                                                                                          |

## Répartition des médailles
Douze délégations obtiennent des médailles :
| Rang  | Équipe        | 00Or00 | Argent | Bronze | Total |
| ----- | ------------- | ------ | ------ | ------ | ----- |
| 1     | France        | 20     | 21     | 17     | 58    |
| 2     | Canada        | 8      | 11     | 9      | 28    |
| 3     | Maroc         | 6      | 5      | 3      | 14    |
| 4     | Sénégal       | 3      | 0      | 3      | 6     |
| 5     | Djibouti      | 1      | 1      | 1      | 3     |
| 5     | Madagascar    | 1      | 1      | 1      | 3     |
| 7     | Rwanda        | 1      | 1      | 0      | 2     |
| 8     | Côte d'Ivoire | 1      | 0      | 3      | 4     |
| 9     | Québec        | 0      | 1      | 0      | 1     |
| 10    | Belgique      | 0      | 0      | 2      | 2     |
| 10    | Maurice       | 0      | 0      | 2      | 2     |
| 12    | Égypte        | 0      | 0      | 1      | 1     |
| Total | Total         | 41     | 41     | 42     | 124   |